# Boromo
Boromo Boromo tartomány székhelye Burkina Faso déli részén. 1996-ban  a település népessége 11 694 fő volt.

## Közlekedés
Boromo városban vasútállomás található, amely a Ouagadougou–Abidjan vonal egyik megállóhelye.

## Baleset
2008. november 15-én a reggeli órákban súlyos  buszkatasztrófa történt, amikor egy busz  ütközött egy kamionnal a város környékén. A balesetnek legalább 60 halottja volt.

## Fordítás
- Ez a szócikk részben vagy egészben  a   Boromo című angol Wikipédia-szócikk ezen változatának fordításán alapul.  Az eredeti cikk szerkesztőit annak laptörténete sorolja fel. Ez a jelzés csupán a megfogalmazás eredetét és a szerzői jogokat jelzi, nem szolgál a cikkben szereplő információk forrásmegjelöléseként.